# Młodzieżowy puchar Europy w lekkoatletyce
Młodzieżowy puchar Europy w lekkoatletyce – zawody lekkoatletyczne dla sportowców do lat 22 zorganizowane w roku 1992 oraz 1994 przez European Athletic Association. Impreza była odpowiednikiem seniorskiego pucharu Europy. Reprezentacje narodowe rywalizowały w dywizji A oraz dywizji B. Zawody były swego rodzaju pierwowzorem młodzieżowych mistrzostw Europy, których pierwsza edycja odbyła się w roku 1997.

## Edycje
| Edycja | Dywizja           | Gospodarz |
| ------ | ----------------- | --------- |
| 1992   |                   |           |
| A      | Gateshead         |           |
| B      | Villeneuve-d’Ascq |           |
| 1994   |                   |           |
| A      | Ostrawa           |           |
| B      | Lillehammer       |           |